# Matilda Smedius
Alice Matilda Marika Evelina Smedius, född 12 maj 1997 i Stockholm, är en svensk röstskådespelare. Hon har bland annat gjort rollen som Brigitte Lindholm i datorspelet Overwatch.
Smedius föddes som dotter till Annica Smedius och Per Sandborgh och är syster till Emil Smedius.

## Filmografi (i urval)
- 2005 – Charlie och Lola (TV-serie) (röst som Lola)
- 2005 – Små Einsteins (TV-serie) (röst som Annie)
- 2005 – Fullt hus igen (röst som Jessica Baker)
- 2006 – Barbie och de 12 dansande prinsessorna (röst som Lacey)
- 2007 – Min granne Totoro (röst som Michiko)
- 2008 – Firma Fantasiflytt (TV-serie) (röst som Abby)
- 2010 – Varning för vilda djur (röst som Amber)
- 2016 – Soy Luna (TV-serie) (röst som Yamila "Yam" Sánchez)
- 2016 – Shadowhunters (TV-serie) (röst som Clary Fray)
- 2017 – The Lego Ninjago Movie (röst som Nya)
- 2018 – Superhjältarna 2 (röst som Voyd)
- 2019 – Lego-filmen 2 (röst som General Milda Vilda)
- 2019 – Kim Possible (röst som Kim Possible)
- 2021 – He's All That (röst som Padgett Sawyer)
- 2021 – Tillbaka till vildmarken (röst som Maddie)[5]
- 2022 – Tall Girl 2 (röst som Stella Mohlin)
- 2022 – Heartstopper (TV-serie) (röst som Imogen Heaney)
- 2022 – Sneakerella (röst som Liv)[6]
- 2022 – Sonic Prime (TV-serie) (röst som Tails Nine och Sails Tails)[7]
- 2022 – Natt på museet: Kahmunrahs återkomst (röst som Mia)
- 2022 – Mästerkatten 2 (röst som Guldlock)
- 2023 – Princess Power (TV-serie) (röst som Karina)[8]
- 2023 – Asterix & Obelix: I drakens rike (röst som Tju Si)